# Championnat des îles Caïmans de football 2013-2014
Navigation
Saison précédente Saison suivante
La saison 2013-2014 du Championnat des îles Caïmans de football est la trente-cinquième édition de la première division aux Îles Caïmans, nommée CIFA National Premier League. Les huit formations de l'élite sont réunies au sein d'une poule unique où elles s'affrontent trois fois au cours de la saison. Le dernier du classement est relégué tandis que le 7e doit affronter le vice-champion de Division One en barrage de promotion-relégation. 
C'est le club de Bodden Town FC, tenant du titre, qui remporte à nouveau la compétition cette saison après avoir terminé en tête du classement final, avec deux points d’avance sur Scholars International et cinq sur George Town SC. Il s’agit du second titre de champion des îles Caïmans de l'histoire du club.

## Qualifications continentales
Cette saison, aucun club caïmanais ne se qualifie pour la phase de poules de la CFU Club Championship 2015.

## Les clubs participants
- Scholars International
- North Side SC
- Academy SC
- Elite SC
- George Town SC
- Bodden Town FC
- Sunset FC - Promu de Division One
- Cayman Athletic SC

## Compétition
Le barème de points servant à établir le classement se décompose ainsi :
- Victoire : 3 points
- Match nul : 1 point
- Défaite : 0 point

### Classement
| Rang | Équipe                 | Pts | J  | G  | N | P  | Bp | Bc | Diff |
| ---- | ---------------------- | --- | -- | -- | - | -- | -- | -- | ---- |
| 1    | Bodden Town FCT        | 46  | 21 | 13 | 7 | 1  | 61 | 19 | +42  |
| 2    | Scholars International | 44  | 21 | 13 | 5 | 3  | 41 | 18 | +23  |
| 3    | George Town SC         | 41  | 21 | 12 | 5 | 4  | 47 | 35 | +12  |
| 4    | Sunset FCP             | 28  | 21 | 7  | 7 | 7  | 32 | 30 | +2   |
| 5    | Elite SCC              | 26  | 21 | 6  | 8 | 7  | 51 | 33 | +18  |
| 6    | Cayman Athletic SC     | 23  | 21 | 6  | 5 | 10 | 35 | 41 | -6   |
| 7    | Academy SC             | 12  | 21 | 3  | 5 | 13 | 29 | 63 | -34  |
| 8    | North Side SC          | 7   | 21 | 1  | 4 | 16 | 20 | 77 | -57  |

|  | Champion des Îles Caïmans 2013-2014                                                      |
|  | Participation au barrage de promotion-relégation                                         |
|  | Relégation en Division One                                                               |
|  | T : Tenant du titre C : Vainqueur de la Coupe des îles Caïmans P : Promu de Division One |

### Résultats

#### Barrage de promotion-relégation
Le 7e de Premier League, Academy SC, rencontre le vice-champion de Division One, Cayman Brac FC, pour se disputer la dernière place pour le championnat de première division de la saison suivante, le 13 mai 2014. Cayman Brac s'impose et obtient sa promotion en Premier League, en prenant la place d'Academy.

## Bilan de la saison
| Championnat des îles Caïmans de football 2013-2014 |                           |
| Champion                                           | Bodden Town FC (2e titre) |
| Coupes et trophées                                 |                           |
| Vainqueur de la Coupe des îles Caïmans 2013-2014   | Elite SC                  |
| Qualifications continentales                       |                           |
| CFU Club Championship 2015                         | Aucun                     |
| Promotions et relégations                          |                           |
| Promus en CIFA National Premier League             | Roma United SC            |
| Promus en CIFA National Premier League             | Cayman Brac FC            |
| Relégués en Division One                           | North Side SC             |
| Relégués en Division One                           | Academy SC                |